# Like a Loser
Like a Loser ist eine deutsche Comedy-Serie. Die 1. Staffel der sechzehnteiligen Serie wurde am 10. März 2023 in der ZDFmediathek veröffentlicht und am 14. März 2023 bei ZDFneo ausgestrahlt. Außerdem ist sie eine Adaption der französischen Serie „Irresponsable“.

## Produktion
Sandra Schröder und Jonas Heicks schrieben die Drehbücher, produziert wurde die Serie von ITV Studios Germany GmbH. Die Dreharbeiten fanden in Köln und Umgebung statt und begannen im Juli 2022. Facundo Scalerandi übernahm die Regie.

## Handlung
Als Julian mit Anfang 30 aus seiner Band fliegt und weder mit Job noch mit Geld dasteht, zieht er wieder bei seiner Mutter ein. Zurück in seiner Heimat Eitorf erfährt er von seiner Jugendliebe, dass sie einen 15-jährigen Sohn namens Ernst haben. Julian gelingt es nicht ganz, dieser neuen Vaterrolle gerecht zu werden. Im Laufe der Serie versucht er sich, aber auch Marie zu beweisen, ein guter Vater sein zu können. Jedoch bringt er damit sich und seinen Sohn in viele unangenehme und dramatische Situationen.

## Besetzung
| Rolle           | Darsteller         | Episoden                                            |
| --------------- | ------------------ | --------------------------------------------------- |
| Julian Beil     | Ben Münchow        | 1.01–2.08                                           |
| Ernst Hakke     | Diyar Ilhan        | 1.01–2.08                                           |
| Marie Hakke     | Tinka Fürst        | 1.01–2.08                                           |
| Guideon Stöfgen | Tom Beck           | 1.01, 1.03, 1.04, 1.06–1.07, 2.02–2.08              |
| Dagmar Beil     | Johanna Gastdorf   | 1.01, 1.02, 1.05, 1.07–2.01, 2.04, 2.05, 2.07, 2.08 |
| Anna Lange      | Kayla Shyx         | 2.01–2.05, 2.07–2.08                                |
| Josi            | Chryssanthi Kavazi | 2.06                                                |

## Episodenliste

### Staffel 1
| Nr. (ges.) | Nr. (St.) | Originaltitel        | Zusammenfassung | Erstausstrahlung |
| ---------- | --------- | -------------------- | --- | ---------------- |
| 1          | 1         | Der Ernst des Lebens | Nachdem er seinen Job als Musiker verloren hat, zieht Julian zurück zu seiner Mutter ins Kinderzimmer. Dort kümmert er sich um nichts – bis er zufällig seine Jugendliebe Marie trifft.            | 30. Aug. 2024    |
| 2          | 2         | Aus Spaß wurde Ernst | Seit Julian weiß, dass er Vater ist, will er eigentlich nur davonlaufen. Doch dann erinnert er sich an seine eigene vaterlose Kindheit und macht sich auf die Suche nach seinem Sohn.              | 6. Sep. 2024     |
| 3          | 3         | Bitterer Ernst       | Julian möchte mehr Zeit mit Ernst verbringen. Ausgerechnet beim Elternsprechtag soll er seine Chance bekommen. Doch Ernst will Julian ausnutzen, um seine miesen Noten zu vertuschen.              | 13. Sep. 2024    |
| 4          | 4         | Blutiger Ernst       | Eigentlich haben Julian und Ernst ein Camping-Wochenende geplant. Doch da Ernst das Gras vergessen hat, erwischen sie zurück zu Hause Rektor Stöfgen und Marie bei einem romantischen Abend.       | 20. Sep. 2024    |
| 5          | 5         | Das ist mein Ernst!  | Maries Mutter feiert Geburtstag und Julian will unbedingt dabei sein. Marie hat Bedenken, da ihre Mutter alles andere als ein Fan von Julian ist, doch der will sich ins Zeug legen.               | 27. Sep. 2024    |
| 6          | 6         | Bierernst            | Marie und Stöfgen machen einen Wochenendtrip. Das ist Julians Chance, zu beweisen, dass Ernst bei ihm gut aufgehoben ist. Doch dann entscheidet Julian, dass es Zeit für eine große Party ist.     | 11. Okt. 2024    |
| 7          | 7         | Der Ernst der Lage   | Nach der desaströsen Party kommt Julian nicht mehr an Ernst ran. Denn der ist sauer, dass sein „Erzeuger“ ihn vor der gesamten Schule bloßgestellt und ihm zudem das Küssen für immer versaut hat. | 18. Okt. 2024    |
| 8          | 8         | Ist das was Ernstes? | Julians Chancen auf Familie mit Marie und Ernst stehen so gut wie null. Als auf dem Schulfest jedoch seine alte Band auftaucht, erhält er ein überraschendes Angebot: eine Europa-Tour!            | 25. Okt. 2024    |

### Staffel 2
| Nr. (ges.) | Nr. (St.) | Originaltitel                 | Zusammenfassung | Erstausstrahlung |
| ---------- | --------- | ----------------------------- | --- | ---------------- |
| 9          | 1         | Diesmal ist es mir ernst      | Julian träumt davon, der perfekte Familienvater zu sein, doch Marie spricht nicht mit ihm – und Ernst ist jetzt sein Chef. Eine neue Wohnung soll alles ändern. Und dann ist da auch noch Anna. | 11. März 2025    |
| 10         | 2         | Wie soll man da ernst bleiben | Julian steckt mit Rivale Stöfgen im Aufzug fest, während Marie überraschende Neuigkeiten erhält. Sie ist schwanger und weiß nicht, wer der Vater ist.                                           | 11. März 2025    |
| 11         | 3         | Ernstfall für Julian          | Julian will diesmal alles richtig machen und Maries Ultraschalltermin nicht verpassen. Doch als er dabei fast Ernst aus den Augen verliert, setzt er alles daran, dessen Laune wieder zu heben. | 18. März 2025    |
| 12         | 4         | Ernste Absichten              | Julian plant eine spektakuläre Liebeserklärung in der Therme, während Ernst für ihn ins Chemielabor einbricht – und versucht, eine Rakete zu bauen.                                             | 18. März 2025    |
| 13         | 5         | Ernst macht auf ernst         | Als Stöfgen ihn zu einem gemeinsamen Familienessen einlädt, nimmt Julian sich vor, gute Miene zum bösen Spiel zu machen. Zu spät erkennt er, dass sein Rivale ihn in eine Falle gelockt hat.    | 25. März 2025    |
| 14         | 6         | Ernsthaft?!                   | Nach einem heftigen Streit will Julian Marie mit einem Plan zurückgewinnen. Gemeinsam mit Stöfgen besucht er einen Daddy-Workshop. Und tatsächlich geben die beiden ein ganz gutes Team ab.     | 25. März 2025    |
| 15         | 7         | Ernste Sorge um Bodo          | Julian sucht nach Bobo, seinem alten Stoffelefanten. Dabei muss er sich mit der Wahrheit über sein eigenes Leben auseinandersetzen – und mit Manju, der neuen Freundin seiner Mutter.           | 1. Apr. 2025     |
| 16         | 8         | Ernster geht’s nicht          | Julian übernimmt die Organisation von Ernsts Klassenfahrt nach Berlin. Doch während sich die Truppe im Wald verirrt und Maries Wehen einsetzen, muss er beweisen, was in ihm steckt.            | 1. Apr. 2025     |

## Nominierungen/Auszeichnungen
Die Serie war für den Jupiter Award in der Kategorie Beste Serie national nominiert. Ebenso war die Schauspielerin Tinka Fürst für den Jupiter Award in der Kategorie Beste weibliche Darstellerin national nominiert.